# Exochus flavomarginatus
Exochus flavomarginatus là một loài tò vò trong họ Ichneumonidae.